# Стивън Диас
Стивън Диас (на английски: Stephen Deas) е английски писател на произведения в жанра фентъзи и трилър. Пише под псевдонимите Нейтън Хоук (Nathan Hawke), С. Дж. Диас (S J Deas), Сапьорът (Sapper) – като продължител на романите на писателя Херман Макнийл, и под съвместния псевдоним Гавин Диас (Gavin Deas) с писателя Гавин Смит.

## Биография и творчество
Стивън Диас е роден през 1968 г. в Югоизточна Англия. Отраства в Уелс. Получава бакалавърска степен по теоретична физика в Кеймбриджкия университет. Работил е в „БАЕ Системс“ по комуникации и технология за изображения в сектора на отбраната.
Първият му роман „Елмазеният дворец“ от епичната фентъзи поредица „Спомен за пламъци“ е публикуван през 2009 г. и дава старт на писателската му кариера. Романът представя историята на свят, в който драконите са роби на хората, и този този крехък баланс се поддържа от алхимиците със специални отрови. Но идва ден, в който един дракон успява да избяга и да си спомни за славното минало. Това може да промени установения свят, в който властват политически игри, убийства, лъжи, подли стратегии и бракове по сметка, за да могат някои хора да оглавят Елмазения дворец.
Поредицата „Спомен за пламъци“ за света на дракините е продължена през 2012 г. с новата поредица „Сребърните крале“.
През 2013 г. започва епичната фентъзи сага „Пазителят“ под псевдонима Нейтън Хоук.
През 2014 г. публикува първият трилър „Dead Man's Gate“, който е продължение на криминалната поредица „Драмънд Булдога“ на писателя Херман Макнийл използвайки и неговият псевдоним „Сапьорът“.
Стивън Диас живее със семейството си в Есекс.

## Произведения

### Като Стивън Диас

#### Самостоятелни романи
- LoneFire (2015)

#### Серия „Спомен за пламъци“ (Memory of Flames)
1. The Adamantine Palace (2009)
Елмазеният дворец, изд.: „Артлайн Студиос“, София (2014), прев. Александър Драганов
2. The King of the Crags (2010)
Скалният крал, изд.: „Артлайн Студиос“, София (2016), прев. Десислава Сивилова
3. The Order of the Scales (2011)

#### Серия „Чиракът на крадеца“ (Thief-Taker's Apprentice)
1. The Thief-Taker's Apprentice (2010)
2. The Warlock's Shadow (2011)
3. The King's Assassin (2012)
4. The Thief-Taker's Blade (2015)

#### Серия „Сребърните крале“ (Silver Kings)
1. The Black Mausoleum (2012)
2. Dragon Queen (2013)
3. The Splintered Gods (2014)
4. The Silver Kings (2015)

### Като С. Дж. Диас

#### Серия „Уилям от Фолкленд“ (William Falkland)
1. The Royalist (2014)
2. The Protector (2015)

### Като Нейтън Хоук

#### Серия „Пазителят“ (Fateguard Trilogy)
1. The Crimson Shield (2013)
2. Cold Redemption (2013)
3. The Last Bastion (2013)

#### Серия „Галоу“ (Gallow)
1. The Anvil (2015)
2. Solace (2015)
3. Dragon's Reach (2015)

### Като Гавин Диас

#### Серия „Империи“ (Empires)
1. Infiltration (2014)
2. Extraction (2014)

#### Участие в общи серии с други писатели

##### Серия „Елитен: Опасните“ (Elite: Dangerous)
Wanted (2014)
от серията има още 4 романа от различни автори

### Като Сапьорът

#### Серия „Драмънд Булдога“ (Bulldog Drummond)
1. Dead Man's Gate (2014)[1]
2. Bulldog Drummond and the Faceless Men
3. Bulldog Drummond and the Jaguar Mask